# Bambuqueros de Neiva
Bambuqueros Ultrahuilca fue un club de baloncesto colombiano de la ciudad de Neiva, Huila desde 1993. Participa en la Liga Profesional de Baloncesto de Colombia, su sede es el Coliseo Álvaro Sánchez Silva. Fue el primer campeón de la Liga DirecTV de Baloncesto Colombiano.

## Historia
Fundado el 1 de diciembre de 1993 en la ciudad de Neiva entró al torneo profesional de baloncesto en el año 2013 realizando una gran participación pues en primera fase finalizó primero con 44 puntos en 26 juegos, la segunda fase también fue liderada por Bambuqueros nuevamente primero con 34 puntos en 20 juegos accedió a las semifinales del torneo enfrentando al Once Caldas a quien derrotó 3-0 en la serie, finalmente a final sería ante el histórico Búcaros de Santander a quien derrotó contundentemente 4-0 para quedarse con el título y ser recordado como el primer campeón de la Liga DirecTV de Baloncesto.
En el segundo semestre del 2013 sería nuevamente protagonista del torneo pero llegando solo hasta semifinales eliminado a manos de Guerreros de Bogotá quien más tarde sería campeón de esta edición. Gracias al título obtenido en el primer semestre logró participar en la Liga de las Américas 2014 convirtiéndose en el primer equipo colombiano en representar a Colombia en este torneo, además su casa (Neiva) fue escogida como sede para la primera fase del torneo internacional en la primera fase en el Coliseo Álvaro Sánchez Silva, sin embargo perdió los tres partidos y no pudo avanzar a la siguiente fase.
Su última temporada fue en la Liga Colombiana de Baloncesto 2014-I donde llegó hasta los cuartos de final. Posteriormente, y tras recibir una sanción de FIBA, por un impago tras la realización del Campeonato FIBA Américas Femenino de 2011 en Neiva, Bambuqueros no participó en la temporada 2014-II y desde entonces desapareció del profesionalismo.

## Estadísticas

### Participaciones en la Liga Colombiana
- Liga Profesional de Baloncesto: 3 temporadas (2013-I, 2013-II y 2014-I)

- Mejor presentación: Campeón 2013-I
- Peor presentación: 8° lugar (hasta cuartos de final) 2014

### Participaciones internacionales
- Liga de las Américas: 2014 (hasta primera fase)

## Palmarés
- Liga Profesional de Baloncesto: Campeón 2013-I